# Saison 2004-2005 du Biarritz olympique Pays basque
La saison 2004-2005 du Biarritz olympique Pays basque est la quatre-vingt-troisième saison du club en première division du championnat de France depuis sa création, la neuvième consécutive dans l'élite du rugby à XV français. Le club dispute la cinquième Heineken Cup de son histoire.
Le BO remporte le Top 16 et retrouve le Bouclier de Brennus trois ans après son dernier titre. En Heineken Cup, il atteint pour la deuxième fois consécutive le stade des demi-finales.
L'équipe évolue sous les directives de Patrice Lagisquet (arrières) et Jacques Delmas (avants), qui remplace Alain Paco.

## Avant-saison

### Objectifs du club
Lors de l'exercice précédent, le Biarritz Olympique atteint les demi-finales de Coupe d'Europe et du Challenge Sud Radio et est éliminé en play-offs de Top 16. 
L'objectif affiché du club est de gagner les deux compétitions dans lesquelles il est engagé. Le BO affiche un budget de 8 millions d'euros, soit une augmentation de 20% environ par rapport à la saison précédente (6,6 millions d'euros), qui représente le troisième budget du championnat derrière le Stade toulousain (15 millions d'euros) et l'ASM Clermont (10 millions) à égalité avec l'USA Perpignan.

### Transferts estivaux
Le club perd plusieurs éléments importants (notamment John Isaac, Olivier Nauroy, Ovidiu Tonita, Hervé Manent, Maurice Fitzgerald et Marc Stcherbina) mais réalise un recrutement ambitieux avec la signature de joueurs internationaux (Damien Traille et Imanol Harinordoquy) ou confirmés (Thierry Dusautoir, Benoît August, Benoît Lecouls, Olivier Olibeau) et de jeunes prometteurs (Sébastien Tillous-Bordes, Benjamin Dambielle et Steve Malonga). Trois joueurs étrangers (Ockert Booyse, Federico Martín Aramburú et Kasiano Lealamanu’a) complètent un effectif qualifié par la presse de "galactique". 

#### Arrivées
- Kasiano Lealamanu’a, pilier (Wellington)
- Benoît Lecouls, pilier (Stade toulousain)
- Benoît August, talonneur (Stade français)
- Ockert Booyse, deuxième ligne (Rugby Rome)
- Olivier Olibeau, deuxième ligne (RC Narbonne)
- Thierry Dusautoir, troisième ligne aile (US Colomiers)
- Imanol Harinordoquy, troisième ligne (Section paloise)
- Steve Malonga, troisième ligne aile (RC Massy)
- Sébastien Tillous-Bordes, demi de mêlée (FC Oloron)
- Benjamin Dambielle, demi d’ouverture (FC Auch)
- Federico Martín Aramburú, centre (Club Atlético San Isidro)
- Damien Traille, centre (Section paloise)

#### Départs
- Julien Campo, talonneur (US Colomiers)
- Maurice Fitzgerald, pilier (Harlequins)
- Damien Minassian, pilier (CA Brive)
- Chris Bentley, deuxième ligne (Exeter Chiefs)
- Hervé Manent, deuxième ligne (AS Béziers)
- Olivier Nauroy, deuxième ligne (Section paloise)
- Mathieu Diebolt, troisième ligne aile (US Dax)
- Thomas Soucaze, troisième ligne aile (Section paloise)
- Ovidiu Tonita, troisième ligne aile (USA Perpignan)
- John Isaac, centre (Section paloise)
- Marc Stcherbina, centre (Northampton Saints)

### Préparation de la saison
Le club organise un stage aux Eaux-Bonnes du 31 juillet au 5 août et dispute deux rencontres amicales : le 6 août, le BO reçoit les London Wasps, champions d'Europe en titre et qui partagent leur poule en Heineken Cup. Il s'impose 35 à 7 pour les débuts de Traille (auteur d'un doublé) et Harinordoquy à Aguiléra. Le 12 août, le BO bat Castres 21 à 19 pour le retour de Jérome Thion, blessé depuis janvier 2004. 

## Saison régulière

### Championnat

#### Un début de saison tonitruant - Journées 1 à 4
Le championnat présente une formule inédite de poule unique avec seize équipes et l'introduction de points de bonus offensif (quatre essais inscrits) et défensif (défaite de sept points ou moins).
Très attendus, les Biarrots débutent la saison à Béziers en titularisant six recrues (Traille, Dambielle, Harinordoquy, Olibeau, August et Lealamanu'a). Dominateurs jusqu'à l'heure de jeu grâce à deux essais de Traille et Marlu, ils résistent ensuite à treize contre quinze au retour des locaux pour l'emporter 26 à 22. Pour leur première réception, les rouges et blancs inscrivent le premier bonus offensif de leur histoire face au promu auscitain (victoire 34 à 3) et prennent seuls la tête du championnat. Ils confirment leur bonne entame en engrangeant un second bonus offensif sur la pelouse de la Section paloise de l’ancien biarrot John Isaac, grâce notamment à un triplé de Martin Gaitan, puis un troisième contre Grenoble à Aguiléra (46-7).

#### Passage à vide - Journées 4 à 8
Premier du championnat, le BO se déplace chez l'un des favoris de la compétition, le SU Agen. Les Biarrots virent en tête à la pause grâce notamment à deux drops coup sur coup de Peyrelongue et Brusque, mais ne parviennent plus à inscrire le moindre point en seconde période, s'inclinant finalement sans bonus 22 à 12. 
Une semaine plus tard, les Biarrots retrouvent leurs voisins bayonnais pour le premier derby en championnat depuis la saison 1994/1995. Contre toute attente, l’Aviron, bien que tout juste promu, s’impose à Aguiléra en profitant notamment d'une erreur de Bernat-Salles. A Toulouse, le BO se révolte dans le sillage de Marlu auteur d'un triplé, mais est battu sur le fil par une pénalité controversée de Cédric Heymans à la dernière minute du match. Patrice Lagisquet se plaint de l'arbitrage de Didier Mené, qui refuse deux essais biarrots qu'il estime valable. 
A Jean-Bouin, le BO connaît une quatrième défaite consécutive sur la pelouse du Stade français, battu sans bonus défensif après une première période catastrophique (quatre essais encaissés en 33 minutes).

#### Retour dans le haut du tableau - Journées 9 à 15
Avec quatre victoires pour quatre défaites, le classement du club est décevant par rapport aux ambitions affichées. Les rouges et blancs profitent de deux réceptions consécutives pour remonter vers les places qualificatives en inscrivant deux bonus offensifs contre Narbonne (39-14) puis dans les dernières minutes du match contre Brive (37-16).
Après la parenthèse européenne, le BO rechute à Castres avec une troisième défaite sans bonus (19-7). Privés de ses internationaux sélectionnés pour la tournée d'automne, les Biarrots parviennent malgré tout à s'imposer coup sur coup contre Bourgoin (31-9) puis Clermont (30-16), reprenant même la première place d'un classement resserré.
Les rouges et blancs se déplacent deux fois pour clore la phase aller : à Montpellier, ils sont en tête à onze minutes du terme grâce à une nouvelle réalisation de Marlu mais encaissent deux essais Diomandé et Buada dans les derniers instants de la rencontre et s'inclinent sans bonus (18-7). A Perpignan, ils craquent de nouveau en fin de match sur une pénalité d'Edmonds qui donne aux locaux le titre de champion d'automne.

#### Huit victoires consécutives - Journées 16 à 23
Le BO termine l'année 2004 avec la réception de Béziers la veille de Noël. Il remporte difficilement une victoire bonifiée (26-6) grâce à un essai de Lacroix à six minutes du terme.
Fin janvier, les Biarrots se déplacent à Auch après leur qualification en quarts de finale de Heineken Cup la semaine précédente. Le BO parvient à enchaîner grâce notamment à Marlu, qui confirme sa place de meilleure marqueur du championnat (20-9). Une semaine plus tard, la victoire contre Pau laisse un goût d'inachevé, le bonus offensif échappant aux locaux qui ne parviennent pas à inscrire un quatrième essai (29-9). Ils s'imposent cependant largement à Grenoble malgré l'absence de leurs internationaux, inscrivant le bonus offensif à trois minutes du terme par Lecouls.
Le BO retrouve la forme et enchaîne une cinquième victoire de rang contre Agen (34-17), préparant de la meilleure des manières le derby retour. Revanchards mais menés contre le cours du jeu à la mi-temps, les Biarrots se détachent nettement en deuxième période et emportent le bonus offensif (le troisième de rang), effaçant l'affront de la défaite du match aller (41-16). 
Les rouges et blancs confirment leurs ambitions retrouvées en écartant successivement Toulouse puis le Stade français (avec le bonus offensif), consolidant une deuxième place plus conforme à leur statut.

#### Qualification pour les phases finales - Journées 24 à 30
Une semaine après leur qualification en demi-finale de Heineken Cup, le BO décompresse à Narbonne (défaite 38-14) mais conserve sa deuxième place. Il retrouve la victoire la semaine suivante à Brive face à des Coujoux réduits à 14 après l'expulsion à la mi-temps de l'ancien biarrot Julien Campo.
Contre Castres, la victoire bonifiée est ternie par la grave blessure de Marlu, touché au talon d'Achille. En bonne position pour se qualifier, les Biarrots alignent une équipe remaniée à Bourgoin. Largement menés en début de seconde période, les rouges et blancs comblent partiellement leur retard mais échouent à ramener un bonus défensif. A Clermont, le BO parvient cette fois à arracher le bonus défensif en fin de rencontre.
Contre Montpellier, les Biarrots décrochent leur billet pour les demi-finales en inscrivant le bonus offensif dès la première mi-temps et en s'imposant largement (45-3). Pour les adieux à Aguilera de plusieurs joueurs emblématiques qui arrêtent leur carrière professionnelle (Gonzalez, Puleoto, Bernat-Salles, Ménieu, Mazas), le BO s'offre Perpignan et se prépare pour la demi-finale.

#### Classement de la première phase
Le Biarritz olympique termine la première phase à la deuxième place avec 96 points, soit 20 victoires (dont 12 bonifiées) et 10 défaites (dont 4 bonifiées).
Avec six victoires à l’extérieur et une défaite à domicile, il présente un bilan positif de +10 au classement britannique.
Le BO présente la quatrième attaque du championnat avec 838 points derrière Toulouse (875), le Stade français (858) et Bourgoin (855) et la première défense avec 488 points encaissés.
| Rang | Club                     | J  | V  | N | D  | Bo | Bd | Pm  | Pe  | Diff | Pts |
| ---- | ------------------------ | -- | -- | - | -- | -- | -- | --- | --- | ---- | --- |
| 1    | Stade français Paris (T) | 30 | 21 | 2 | 7  | 9  | 2  | 858 | 613 | +245 | 99  |
| 2    | Biarritz olympique       | 30 | 20 | 0 | 10 | 12 | 4  | 838 | 488 | +350 | 96  |
| 3    | CS Bourgoin-Jallieu      | 30 | 20 | 2 | 8  | 10 | 2  | 855 | 648 | +207 | 96  |
| 4    | Stade toulousain         | 30 | 19 | 0 | 11 | 12 | 6  | 875 | 574 | +301 | 94  |
| 5    | USA Perpignan            | 30 | 18 | 1 | 11 | 9  | 3  | 688 | 583 | +105 | 86  |
| 6    | Castres olympique        | 30 | 17 | 3 | 10 | 7  | 3  | 704 | 678 | +26  | 84  |
| 7    | ASM Clermont             | 30 | 16 | 2 | 12 | 7  | 2  | 745 | 647 | +98  | 77  |
| 8    | SU Agen                  | 30 | 16 | 1 | 13 | 6  | 5  | 674 | 568 | +106 | 77  |
| 9    | CA Brive                 | 30 | 14 | 1 | 15 | 5  | 3  | 668 | 745 | -77  | 66  |
| 10   | RC Narbonne              | 30 | 13 | 2 | 15 | 2  | 5  | 588 | 755 | -167 | 63  |
| 11   | Montpellier HR           | 30 | 12 | 0 | 18 | 8  | 6  | 628 | 765 | -137 | 62  |
| 12   | Aviron bayonnais (P)     | 30 | 12 | 3 | 15 | 4  | 2  | 587 | 763 | -176 | 60  |
| 13   | Section paloise          | 30 | 10 | 2 | 18 | 4  | 7  | 605 | 715 | -110 | 55  |
| 14   | FC Grenoble              | 30 | 7  | 2 | 21 | 5  | 5  | 580 | 842 | -262 | 42  |
| 15   | AS Béziers               | 30 | 6  | 3 | 21 | 3  | 5  | 600 | 876 | -276 | 38  |
| 16   | FC Auch (P)              | 30 | 7  | 0 | 23 | 0  | 9  | 503 | 736 | -233 | 37  |

|  | Qualifiés pour la phase finale et la Coupe d'Europe 2005-2006 (no 1, no 2, no 3, no 4). |
|  | Qualifiés pour la Coupe d'Europe 2005-2006 (no 5, no 6, no 7). |
|  | Barragiste contre le 2e du Championnat de France de rugby Pro D2 2004-2005 (no 13). |
|  | Relégués en Pro D2 pour la saison 2005-2006 (no 14, no 15 et no 16). |
|  | T : Tenant du titre 2004 • P : Promus 2004 V : Victoires • N : Matches Nuls • D : Défaites • BO : Bonus Offensif • BD : Bonus Défensif • PP : Points Pour (marqués) • PC : Points Contre (encaissés) • Diff : Différence de points |

#### Phases finales de Top 16
Le BO affronte au Stadium de Toulouse le CS Bourgoin-Jallieu, troisième ex-aequo, avec l'espoir d'atteindre une finale après quatre échecs consécutifs en demi-finale toutes compétitions confondues (en championnat et Challenge Sud Radio en 2003, en Heineken Cup en 2004 et 2005). Dans un match spectaculaire, les équipes se rendent coup pour coup, avant que Nicolas Brusque ne libère son équipe avec un essai à cinq minutes du terme. Les Biarrots retrouvent le Stade de France trois ans après leur titre remporté contre Agen.
Finale

### Coupe d’Europe
Dans la poule 1, le BO affronte deux équipes anglaises et une équipe italienne :
- les London Wasps, vainqueur de l'édition précédente et emmenés par ses internationaux Lawrence Dallaglio, Matt Dawson, Joe Worsley, Phil Greening et Josh Lewsey.
- les Leicester Tigers de Martin Johnson, Ben Kay, Austin Healy, Lewis Moody, Neil Back, Andy Goode, Graham Rowntree, Richard Cockerill, Daryl Gibson, Geordan Murphy, Seru Rabeni et Julian White.
- Calvisano où évoluent notamment Martin Castrogiovanni, Pablo Canavosio, Giampero De Carli, Paul Griffen et Salvatore Perugini.

Les Biarrots se déplacent sur la pelouse des Wasps pour la première journée. Dominés devant et indisciplinés, ils s'inclinent sans bonus et se retrouvent d'emblée dos au mur. Une semaine plus tard, ils réagissent en s'imposant contre Leicester et en privant leur adversaire de bonus.
En décembre, le BO affronte à deux reprises Calvisano : accrocheurs et agressifs, les Italiens résistent mais n'empêchent pas les Biarrots de décrocher le bonus offensif à domicile et à l'extérieur (victoires 41-10 et 48-17). Le match retour est terni par la grave blessure au genou de Julien Peyrelongue.

Le BO doit s'imposer à Leicester pour espérer se qualifier. Les Biarrots réalisent une première mi-temps magnifique, menant 18-0 à la pause grâce notamment à deux essais et un drop, puis résistent au retour des Anglais pour s'imposer 21-17. Ils confirment leur première place la semaine suivante en se défaisant des Wasps à l'issue d'un combat acharné (18-15) et gagnent pour la première fois le droit de disputer un quart de finale de Coupe d'Europe à domicile.
Classement
| Équipe                  | Pts | J | V | N | D | EM | EE | BO | BD | PM  | PE  | Δ    |
| ----------------------- | --- | - | - | - | - | -- | -- | -- | -- | --- | --- | ---- |
| Biarritz olympique (4e) | 22  | 6 | 5 | 0 | 1 | 20 | 9  | 2  | 0  | 163 | 92  | +71  |
| Leicester Tigers (8e)   | 19  | 6 | 4 | 0 | 2 | 24 | 9  | 2  | 1  | 196 | 118 | +78  |
| London Wasps            | 16  | 6 | 3 | 0 | 3 | 21 | 13 | 2  | 2  | 174 | 138 | +36  |
| Rugby Calvisano         | 0   | 6 | 0 | 0 | 6 | 9  | 43 | 0  | 0  | 79  | 264 | -185 |

#### Phases finales
En quarts de finale, le BO reçoit les Irlandais du Munster et délocalise la rencontre au stade d’Anoeta à Saint-Sébastien. C’est la première fois qu’une rencontre de Heineken Cup se déroule en Espagne. Dans une partie accrochée et une ambiance incandescente, les Biarrots parviennent à se défaire des Irlandais grâce notamment à un essai de Martin Gaitan en première période. 
Le BO retrouve le Stade français en demi-finales au Parc des Princes. Alors qu'ils pensaient avoir fait le plus dur en menant de onze points à un quart d'heure de la fin du temps réglementaire, les Biarrots encaissent un essai de Christophe Dominici après neuf minutes d'arrêts de jeu et s'inclinent sur le fil.

## Joueurs et encadrement technique

### Encadrement technique
Patrice Lagisquet (arrières) et Jacques Delmas (avants) entraînent l'équipe. Ils sont assistés des préparateurs physiques Olivier Rieg, Isabelle Patron et Jean-Michel Kaempf.

### Effectif professionnel
Au lancement de la saison 2004-2005, le Biarritz olympique totalise un nombre de 47 joueurs sous contrat. 35 d'entre eux étaient présents dans le groupe lors de la saison précédente.
Dix des joueurs de l'effectif sont issus des filières de formation biarrotes (Philippe Bidabé, Bruno Hiriart, Denis Cabreton, Julien Dupuy, Shaun Hegarty, Stephan Vitalla). 
Le capitaine désigné à l'intersaison demeure Thomas Lièvremont. Au cours de la saison, il est suppléé par Nicolas Brusque, Jérôme Thion, Benoît August, David Couzinet et Jean-Michel Gonzalez.
| Nom                      | Poste            | Date de naissance | Nationalité sportive | Sélections (PM) | Club précédent           | Arrivée au club | Formé au club |
| ------------------------ | ---------------- | ----------------- | -------------------- | --------------- | ------------------------ | --------------- | ------------- |
| Denis Avril              | Pilier           | 31 octobre 1972   | France               | -               | Stade niortais           | 1996            | -             |
| Petru Vladimir Balan     | Pilier           | 12 juillet 1976   | Roumanie             | 16 (5)          | FC Grenoble              | 2003            | -             |
| Guillaume Bergos         | Pilier           | 2 octobre 1983    | France               | -               | AS Béziers               | 2003            | -             |
| Fabien Drogon            | Pilier           | 3 février 1984    | France               | -               | -                        | -               | oui           |
| Benoît Lecouls           | Pilier           | 22 mars 1978      | France               | -               | Stade toulousain         | 2004            | -             |
| Kasiano Lealamanu’a      | Pilier           | 15 décembre 1976  | Samoa                | 9 (0)           | Wellington               | 2004            | -             |
| Emmanuel Ménieu          | Pilier           | 23 juillet 1969   | France               | -               | AS Montferrand           | 2000            | -             |
| Sébastien Ormaechea      | Pilier           | 1er juillet 1983  | France               | -               | -                        | -               | oui           |
| Sotele Puleoto           | Pilier           | 30 octobre 1967   | France               | -               | CA Brive                 | 1996            | -             |
| Benoît August            | Talonneur        | 20 décembre 1976  | France               | -               | Stade français           | 2004            | -             |
| Jean-Michel Gonzalez     | Talonneur        | 10 octobre 1967   | France               | 35 (5)          | Section paloise          | 1998            | -             |
| Stephan Vitalla          | Talonneur        | 23 mars 1983      | France               | -               | -                        | -               | oui           |
| Ockert Booyse            | Deuxième ligne   | 25 octobre 1973   | Afrique du Sud       | -               | Rugby Rome               | 2004            | -             |
| David Couzinet           | Deuxième ligne   | 7 juin 1975       | France               | 2 (0)           | SU Agen                  | 2002            | -             |
| Olivier Olibeau          | Deuxième ligne   | 13 avril 1977     | France               | -               | RC Narbonne              | 2004            | -             |
| Pierre Saint-Jean        | Deuxième ligne   | 2 février 1982    | France               | -               | -                        | -               | oui           |
| Jérôme Thion             | Deuxième ligne   | 2 décembre 1977   | France               | 9 (0)           | USA Perpignan            | 2003            | -             |
| Marc Baget               | Troisième ligne  | 5 septembre 1984  | France               | -               | -                        | -               | oui           |
| Serge Betsen             | Troisième ligne  | 25 mars 1974      | France               | 43 (40)         | CS Clichy                | 1992            | -             |
| Denis Cabreton           | Troisième ligne  | 15 avril 1984     | France               | -               | -                        | -               | oui           |
| Didier Chouchan          | Troisième ligne  | 19 mars 1977      | France               | -               | RC Nîmes                 | 2000            | -             |
| Thierry Dusautoir        | Troisième ligne  | 6 août 1980       | France               | -               | US Colomiers             | 2004            | -             |
| Imanol Harinordoquy      | Troisième ligne  | 20 février 1980   | France               | 27 (45)         | Section paloise          | 2004            | -             |
| Thomas Lièvremont        | Troisième ligne  | 6 novembre 1973   | France               | 28 (20)         | USA Perpignan            | 2000            | -             |
| Christophe Milhères      | Troisième ligne  | 3 janvier 1972    | France               | 1 (0)           | US Dax                   | 1996            | -             |
| Steve Malonga            | Troisième ligne  | 6 juin 1982       | France               |                 | Massy                    | 2004            | -             |
| Julien Dupuy             | Demi de mêlée    | 19 décembre 1983  | France               | -               | -                        | -               | oui           |
| Sébastien Tillous-Bordes | Demi de mêlée    | 19 décembre 1983  | France               | -               | FC Oloron                | 2004            | -             |
| Dimitri Yachvili         | Demi de mêlée    | 19 septembre 1980 | France               | 13 (82)         | Gloucester RFC           | 2002            | -             |
| Benjamin Dambielle       | Demi d'ouverture | 15 juillet 1985   | France               | -               | FC Auch                  | 2004            | -             |
| Mathieu Maillard         | Demi d'ouverture | 8 janvier 1980    | France               | -               | Stade toulousain         | 2003            | -             |
| Laurent Mazas            | Demi d'ouverture | 19 décembre 1970  | France               | 2 (0)           | US Colomiers             | 1996            | -             |
| Julien Peyrelongue       | Demi d'ouverture | 2 avril 1981      | France               | 3 (3)           | Peyrehorade Sports       | 2000            | -             |
| Guillaume Boussès        | Centre           | 12 octobre 1981   | France               | -               | Stade toulousain         | 2001            | -             |
| David Foran              | Centre           | 1er juin 1982     | Irlande              | -               | -                        | -               | oui           |
| Martín Gaitán            | Centre           | 15 juin 1978      | Argentine            | 7 (35)          | Club Atlético San Isidro | 2002            | -             |
| Shaun Hegarty            | Centre           | 1er mars 1984     | France               | -               | -                        | -               | oui           |
| Thibault Lacroix         | Centre           | 14 mai 1985       | France               | -               | AS Béziers               | 2003            | -             |
| Federico Martín Aramburú | Centre           | 7 décembre 1976   | Argentine            | 2 (10)          | Club Atlético San Isidro | 2004            | -             |
| Damien Traille           | Centre           | 11 mars 1972      | France               | 34 (64)         | Section paloise          | 2004            | -             |
| Philippe Bernat-Salles   | Ailier           | 17 février 1970   | France               | 41 (130)        | Section paloise          | 1998            | -             |
| Philippe Bidabé          | Ailier           | 13 janvier 1978   | France               | 1 (0)           | -                        | -               | oui           |
| Jean-Baptiste Gobelet    | Ailier           | 13 mars 1982      | France               | -               | AS Montferrand           | 2002            | -             |
| Bruno Hiriart            | Ailier           | 10 août 1983      | France               | -               | -                        | -               | oui           |
| Jimmy Marlu              | Ailier           | 25 mai 1977       | France               | 3 (0)           | AS Montferrand           | 2003            | -             |
| Nicolas Brusque          | Arrière          | 7 août 1976       | France               | 21 (33)         | Section paloise          | 2001            | -             |
| Mickaël Etcheverria      | Arrière          | 1er juin 1982     | France               | -               | Aviron bayonnais         | 2002            | -             |

### Statistiques individuelles
Le joueur le plus utilisé de l'effectif en championnat est Philippe Bidabé avec 1856 minutes de jeu, tandis que Benoît Lecouls est le joueur participant au plus grand nombre de rencontres (29, dont 13 titularisations). En Heineken Cup, Dimitri Yachvili est le joueur qui totalise le temps de jeu le plus élevé avec 631 minutes disputées. 
Toutes compétitions confondues, les cinq joueurs les plus utilisés sont Philippe Bidabé (2477 minutes), Dimitri Yachvili (2372), Jérôme Thion (2217), Damien Traille (2208) et Imanol Harinordoquy (2192). 
L'équipe-type toutes compétitions confondues (en nombre de minutes jouées) est la suivante : Brusque - Bidabé, Boussès, Traille, Marlu - Peyrelongue, Yachvili - Lièvremont, Harinordoquy, Betsen - Olibeau, Thion - Avril, August, Balan. 
Le demi-de-mêlée Dimitri Yachvili est le meilleur réalisateur du club en championnat avec 295 points à son actif (dont quatre essais, soit 275 points au pied), devant Mathieu Maillard (60 points, dont 50 au pied) et Julien Peyrelongue (56 dont 36 au pied). Toutes compétitions confondues, il inscrit 381 points dont 356 points au pied devant Maillard (60 points dont 50 au pied) et Peyrelongue (56). 
Jimmy Marlu, avec 14 essais inscrits en Top 16, termine meilleur marqueur du club en championnat devant Philippe Bidabé (9), Martin Gaitan, Jean-Baptiste Gobelet, Damien Traille (6) et Denis Avril (5). Toutes compétitions confondues, Marlu est en tête avec 18 réalisations, suivi de Bidabé (11), Gobelet (8), Gaitan et Traille (7).

### Joueurs en sélection nationale
Au cours de la saison 2004-2005, huit Biarrots sont sélectionnés en Équipe de France : 
- Denis Avril connaît sa première sélection contre l'Australie lors de la tournée d'été.

- Serge Betsen est titularisé lors de quatre rencontres du Tournoi des Six Nations (contre l'Angleterre, le Pays de Galles, l'Irlande et l'Italie).
- Imanol Harinordoquy est titulaire lors des trois tests d'automne (Australie, Argentine et Nouvelle-Zélande) et remplaçant lors du match contre le Pays de Galles lors du Tournoi des Six Nations.
- Jimmy Marlu fait son retour trois ans après sa dernière sélection contre l'Angleterre dans le Tournoi des Six Nations, mais se blesse gravement au genou.
- Julien Peyrelongue dispute trois rencontres lors de la tournée d'automne, dont une titularisation contre la Nouvelle-Zélande.
- Jérôme Thion est titularisé lors des trois tests d'automne et des cinq rencontres du Tournoi des Six Nations.
- Damien Traille dispute quatre rencontres du Tournoi des Six Nations (contre l'Ecosse, l'Angleterre, le Pays de Galles et l'Italie, un essai inscrit) et les trois tests de la tournée d'été en Afrique du Sud et en Australie (une titularisation).
- Dimitri Yachvili est remplaçant pour l'ouverture du Tournoi des Six Nations puis titularisé lors des quatre matchs suivants, inscrivant 53 points. Il participe également à la tournée d'été en Afrique du Sud, disputant deux rencontres (dont une titularisation, trois points inscrits).

Six joueurs disputent également le Tournoi des VI Nations avec les autres équipes de France : 
- Denis Avril avec France A ;
- Benjamin Dambielle, Thibault Lacroix et Marc Baget avec les moins de 21 ans ;
- Guillaume Bergos et Shaun Hegarty avec la sélection universitaire.

Trois Biarrots sont sélectionnés pour une sélection étrangère :
- Petru Balan dispute deux matchs avec la Roumanie lors de la tournée d'automne (contre le Pays de Galles et le Japon) ;
- Federico Martin Aramburu est titularisé avec l’Argentine lors de deux tests de la tournée d'automne (contre la France et l'Irlande, un essai inscrit) et un match de la tournée d'été (contre l'Italie).

## Aspects juridiques et économiques

### Structure juridique et organigramme
| Direction | Administratif | Sportif |
| --- | --- | --- |
| - Président : Marcel Martin - Président de l'association omnisports : Roland Héguy - Direction administrative et financière : Gilles Viard, Pierre Bousquier, Gwenaëlle Carrère, Roland Labarthe, Yves Blum, Audrey Belain, Jean-François Astruc | - Responsables sécurité : Bernard Lejeune, Bertrand Arcamone - Commission partenariat : Michel Langla, Bernard Forestier, Georges Salle, Virginie Condret, Bénédicte Scribans, Jean Lissalde, Inès Personnaz, Alain Coret, Claire Derousseaux - Speaker : Jean-Louis Berho | - Entraîneurs : Patrice Lagisquet et Jacques Delmas - Entraîneur des Espoirs : Marc Lièvremont - Directeur du centre de formation : Maurice Lesgourgues - Commission sportive : Georges Darrieumerlou, Jean-Pierre Barbertéguy - Préparateurs physiques : Olivier Ducourt, Olivier Rieg - Médecins : Jean-Louis Rebeyrol, Guy Rodriguez, Didier Charrel, Patrice Boutevin, Christophe Cordonnier, Bernard Vargues, Laurent Etchebarne - Intendance : Jean-Baptiste Arla, Jean Barbertéguy, Bernard Laborde |

### Tenues, équipementiers et sponsors
Le Biarritz olympique est équipé par la marque Puma pour la deuxième saison consécutive.
L'équipe évolue avec trois jeux de maillots identiques à ceux de la saison précédente :
- Un maillot rouge sur la partie supérieure et blanc sur la partie inférieure. Le short et les chaussettes sont uniformément rouges.
- Un maillot noir avec la manche droite blanche et la manche gauche rouge. Le short et les chaussettes sont uniformément noires.
- Un maillot blanc avec la manche droite verte et la manche gauche rouge. Le short et les chaussettes sont uniformément blancs.

L’unique sponsor apparaissant sur le maillot est Cap Gémini, entreprise présidée par Serge Kampf.

## Affluence au stade
En Top 16, 106 000 entrées ayant été enregistrées pour les 13 rencontres de championnat du Biarritz olympique au Parc des Sports d'Aguiléra, l'affluence moyenne du club à domicile est de 8 154 spectateurs, soit un taux de remplissage de 68 % (en hausse de 13% en comparaison avec la moyenne de 6 550 entrées comptabilisée la saison précédente en championnat).
En Heineken Cup, 20 500 entrées ont été enregistrées en trois rencontres, soit une moyenne de 6 800 spectateurs (chiffre stable en comparaison avec la moyenne comptabilisée la saison précédente en Coupe d'Europe). 
Le record d'affluence de la saison à domicile est réalisé lors de la sixième journée de la première phase contre l'Aviron bayonnais avec 12 000 spectateurs (guichets fermés).
Affluence à domicile (Parc des Sports d’Aguiléra)

## Extra-sportif

### Stade
A l'issue de la saison, la tribune Haget est détruite. Une nouvelle tribune est prévue pour le début de la saison 2006/2007 grâce à un co-financement de la mairie de Biarritz permis par une augmentation de la fiscalité locale et après un appel du président Marcel Martin auprès des supporters à augmenter le nombre d'abonnements.

### Supporters
Le club de supporters Gazte Gorria est créé avant le début de la saison.